# 尿酸氧化酶
尿酸氧化酶（简称UO，曾称为尿酸酶，EC 1.7.3.3）是一种催化尿酸氧化为5-羟基异尿酸的酶：
尿酸 + O2 + H2O → 5-羟基异尿酸 + H2O2 → 尿囊素 + CO2
|  |  |